# Cerebrale amyloïdangiopathie
Cerebrale amyloïdangiopathie (CAA) is een hersenziekte die zich afspeelt in de kleine en middelgrote bloedvaten van de hersenen. In de wand van die vaten treedt er samenklontering van het amyloïd-bèta eiwit op. Hierdoor raken deze bloedvaten beschadigd. Dit heeft tot gevolg dat er gemakkelijker (kleine) bloedingen ontstaan. Er kunnen kleine bloedingen ontstaan, ook wel microbloedingen genoemd, maar ook grotere bloedingen. Microbloedingen geven gewoonlijk geen klachten. Grotere bloedingen kunnen echter wel ingrijpende gevolgen hebben. Ze kunnen bijvoorbeeld leiden tot verlammingen, spraakproblemen, gezichtsvelduitval of coördinatieproblemen.    
CAA is geen nieuwe ziekte, maar de kennis over de ziekte is nog relatief jong. Het gebrek aan bekendheid heeft te maken met het feit dat jarenlang de ziekte niet tijdens het leven kon worden vastgesteld. Pas recent heeft men ontdekt dat er op hersenscans aanwijzingen kunnen worden gevonden voor het bestaan van de ziekte. Hoewel de aanwijzingen geen zekerheid bieden, hebben ze wel geleid tot het besef dat CAA een veel voorkomende ziekte is. 

## Symptomen CAA
Cerebrale amyloïd angiopathie kan verschillende symptomen veroorzaken. Ten eerste kan CAA leiden tot een hersenbloeding. Grotere bloedingen kunnen ernstige gevolgen hebben zoals eenzijdige verlammingen, gevoelsstoornissen, taalprobroblemen, problemen met het zien of met de coördinatie. In het ergste geval kunnen mensen aan een hersenbloeding overlijden. Ook kan er sprake zijn van kleinere bloedingen (microbloedingen). Deze hoeven geen klachten te geven, maar zijn wel zichtbaar op en MRI-scan van de hersenen. 
Verder kunnen zogenaamde "voorbijgaande focale neurologische episodes", ook wel "amyloid spells" genoemd, voorkomen. Hierbij hebben patiënten kortdurende, meestal gedurende enkele minuten, neurologische uitvalsverschijnselen. Dit kunnen verschillende verschijnselen zijn zoals: een doof gevoel of tintelingen, zwakte, verkrampingen of schokken van een ledemaat, verlies van het gezichtsveld, vlekken in het gezichtsveld en/of problemen met spreken.
Ook kunnen patiënten problemen van het denkvermogen leiden. Hierbij kunnen klachten voorkomen van bijvoorbeeld de spraak, een verminderde ruimtelijke oriëntatie en problemen met het herinneren van recente gebeurtenissen. Soms ontwikkelen patiënten dementie.
Er zijn ook patiënten die helemaal geen, of nauwelijks klachten hebben.

## Diagnose Cerebrale Amyloid Angiopathie
De diagnose niet-erfelijke (of sporadische) cerebrale amyloïd angiopathie wordt meestal gesteld met behulp van een MRI scan van de hersenen. Hierbij wordt er gekeken naar de aanwezigheid van microbloedingen, eventueel grotere bloedingen en bloedingsresten.  Met behulp van internationale criteria, de zogenaamde "Boston Criteria", kan er "Waarschijnlijke CAA" of "Mogelijke CAA" worden vastgesteld. De diagnose CAA kan alleen met zekerheid gesteld worden wanneer er een stuk hersenweefsel onder de microscoop bekeken wordt. Dit gebeurt echter zelden.

## Erfelijke variant: HCHWA-D
HCHWA-D (voluit: hereditary cerebral hemorrhages with amyloidosis – Dutch type) is een erfelijke vorm van CAA die, in tegenstelling tot CAA, al tijdens het leven met zekerheid kan worden vastgesteld. Deze variant openbaart zich al op relatief jonge leeftijd, rond de 45 jaar en is ooit ontstaan in Katwijk. Vandaar dat in de volksmond het ook wel de ‘Katwijkse ziekte’ wordt genoemd. Kinderen van erfelijke gendragers hebben ook weer 50% kans de ziekte te krijgen. Onderzoek naar deze families kan leiden tot behandeling van deze zeldzame erfelijke variant van CAA, maar kan ook leiden tot de sleutel voor een therapie voor de veel vaker voorkomende niet-erfelijke variant van de ziekte. HCHWA-D is in de jaren tachtig van de vorige eeuw ontdekt en jaren later herkend als een erfelijke variant van CAA. De erfelijke variant van CAA wordt in Nederland behandeld door de CHA-poli van het Leids Universitair Medisch Centrum.

## Onderzoek naar CAA
De kennis over CAA is nog relatief beperkt. In Nederland doet het Leids Universitair Medisch Centrum al 50 jaar onderzoek naar de erfelijke variant van CAA. Op de afdelingen Humane Genetica en Radiologie van het LUMC wordt onderzoek gedaan naar de toepassing van antilichamen afkomstig uit lama's. Lama’s en andere kameelachtigen produceren namelijk unieke antilichamen die veel kleiner zijn dan de antilichamen die wij als mensen aanmaken. Hierdoor zijn ze eenvoudiger te produceren en te veranderen dan normale antilichamen. 
De afgelopen jaren is een aantal lama-antilichamen geselecteerd die specifiek binden aan amyloïd, de eiwitstapeling die kenmerkend is voor HCHWA-D. Er zijn aanwijzingen dat deze antilichamen niet alleen de eiwitstapelingen kunnen herkennen, maar deze ook zouden kunnen vertragen of zelfs afbreken. Het huidige onderzoek is daarom gericht op de vraag of deze lama-antilichamen een mogelijke therapie zouden kunnen bieden voor de erfelijke variant van CAA en daarmee op den duur ook CAA.
Ook in het Radboud Universitair Medisch Centrum wordt onderzoek gedaan naar cerebrale amyloid angiopathie. Het onderzoek is erop gericht om betere methoden te vinden voor de diagnose van cerebrale amyloïd angiopathie. . Daarnaast worden de moleculaire mechanismen die leiden tot CAA bestudeert. Hiervoor wordt onder andere gebruik gemaakt van cellen uit de bloedvaten van de hersenen en hersenweefsel van patiënten die overleden zijn aan CAA.  

## Dutch CAA Foundation
In 2013 is de Dutch CAA Foundation opgericht. De Dutch CAA Foundation is de enige stichting wereldwijd die zich inzet om geld in te zamelen om onderzoek te doen naar de ziekte CAA. Aangezien de ziekte bij een breed publiek nog onbekend is, richt deze stichting zich niet alleen op fondsenwervende activiteiten maar ook op publieksactiviteiten om deze veelvoorkomende ziekte landelijk op de kaart te zetten.

## International CAA Association
In 2013 is ook een internationale CAA Association opgericht, bestaande uit alle nationale en internationale (medisch) CAA-specialisten om zo hun krachten te bundelen en onderzoek naar CAA en/of HCAWA-D te stimuleren. De Association organiseert eens per twee jaar steeds in een ander land een CAA-congres.